# George W. Maher
George Washington Maher (né le 25 décembre 1864 à Mill Creek, en Virginie-Occidentale – mort le 12 septembre 1926 à Douglas) est un architecte américain de l’école Prairie School.

## Liens externes

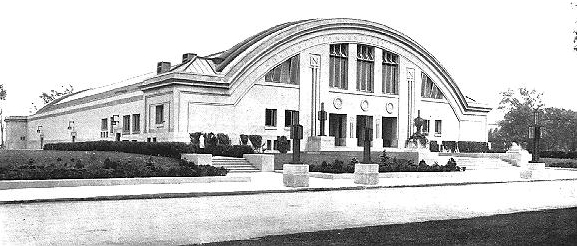
Patten Gymnasium de l'université Northwestern en 1908 (aujourd’hui démoli)